# Центр керування польотами
Центр керува́ння польо́тами — центральний пункт керування польотами космічних літальних апаратів (КЛА), орган, що здійснює централізоване оперативно-технічне керівництво всім комплексом робіт (процесів, операцій) з керування польотами.
Керування польотами здійснюється з робочих місць, обладнаних каналами зв'язку для передачі команд і програм, обміну інформацією (балістичною, телеметричною тощо) з космонавтами, КЛА, наземними, корабельними і літаковими вимірювальними комплексами, координаційно-обчислювальним центром (інформаційно-обчислювальним комплексом) та іншими службами.
На робочих місцях встановлено екрани наземного і космічного телебачення, засоби наочного відображення отримуваної і передаваної інформації, що дозволяють контролювати хід польоту, проходження і виконання команд і програм. З центру керують польотами одного або кількох КЛА. Необхідність одночасного керування багатьма різноманітними за призначенням апаратами привела до організації спеціалізованих центрів керування міжпланетними, пілотованими та іншими космічними апаратами. Координація їхньої роботи здійснюється планово-координаційними службами командно-вимірювальних комплексів.

## Функції
Центр керування польотами забезпечує практичне керування польотами космічних апаратів різних класів: пілотованих орбітальних комплексів, космічних кораблів, автоматичних міжпланетних станцій і штучних супутників Землі соціально-економічного та наукового призначення. Одночасно він здійснює наукові та проектні дослідження та розробку методів, алгоритмів і засобів вирішення завдань керування, балістики і навігації, а також займається експертизою космічних проектів за напрямом своїх робіт.
Зазвичай ЦУПи є підрозділами космічних агенцій. У світі існує кілька агенцій, найбільші серед яких:
- Національне управління США з аеронавтики і дослідження космічного простору (НАСА)

Центр керування польотами (НАСА) — Х'юстон (Техас)
Лабораторія реактивного руху — Пасадена (Каліфорнія)
- Федеральне космічне агентство Росії (Роскосмос)

Центр керування польотами — Корольов (місто), Московська область
Головний випробувальний центр випробувань та керування космічними засобами імені Г. С. Титова — Краснознаменськ, Московська область
Центр керування супутниками народногосподарського призначення (ЦУП-НХ) — ВАТ «Інформаційні супутникові системи» імені академіка М. Ф. Решетньова, Железногорськ, Красноярський край РФ
ЦУП-Л — ФГУП НВО ім. С. А. Лавочкіна, Хімки, Московська область
ЦУП Бонум (ЦКШ Сколково) — ФДУП «Космічний зв'язок», Сколково, Московська область
- Європейське космічне агентство (ЄКА)

Європейський центр керування космічними об'єктами — Дармштадт, Німеччина
Центр керування польотами ATV — Тулуза, Франція
Центр керування модулем Columbus — Оберпфаффенхофен, Німеччина
- Китайське державне космічне управління (CNSA)

Пекінський центр керування космічними польотами